# Gai Sulpici Patèrcul
Gai Sulpici Patèrcul (llatí: Gaius Sulpicius Paterculus) va ser un magistrat romà. Formava part de la gens Sulpícia.
Va ser elegit cònsol l'any 258 aC amb Aulus Atili Calatí durant la Primera Guerra Púnica. Va obtenir Sicília com a província junt amb el seu col·lega, però aquest va ser el que va agafar la direcció de la guerra. Calatí va conquerir Hipana i tot seguit la fortalesa de Mitístraton. Després va atacar Camarina, però durant el setge va caure en una emboscada i només es va salvar mercès al generós esforç del tribú Calpurni Flamma que apareix sota diversos noms segons els historiadors. Després va conquerir Camarina, Enna, Drepanum i altres i a final del seu període va fer un atac a Lipara, operacions que va continuar el seu successor. A la tornada a Roma Gai Sulpici i Aulus Atili van obtenir ambdós el triomf segons indiquen els Fasti.